# Фабр, Жан Антуан
Жан Антуан Фабр (фр. Jean Antoine Fabre; 10 августа 1794, Клерак, Ло и Гаронна — 30 января 1864, Тулуза) — французский экономист и адвокат.
Родился в 1794 году в коммуне Клерак департамента Ло и Гаронна в семье бывшего священника коммуны Клерак, который женился в 1793 году. Некоторое время учился в парижской Политехнической школе.
В 1819 году в течение года был директором школы (chef d’institution), в 1823 году Фабра принимают в коллегию адвокатов в Тулузе, где он и работает в течение 12 лет.
В дальнейшем Фабр начинает страдать от глухоты, в результате чего он вынужден в 1835 году оставить работу адвокатом и начинает заниматься исследованиями в областях экономики и сельского хозяйства. В 1848 году опубликовал книгу «Решение общественных проблем путём установления связей между сельским хозяйством и столицами» (фр. Solutions du problème social par l’association de l’agriculture et des capitaux), удостоившуюся официальной благодарности Тулузской академии наук. Затем последовали «Земельный кредит, или Банк недвижимости» (фр. Crédit foncier, ou Banque immobilière; 1849) и итоговый труд «Об общественном благосостоянии» (фр. De la prospérité publique; 1855), в котором Фабр пытался установить целую систему децентрализации капитала.

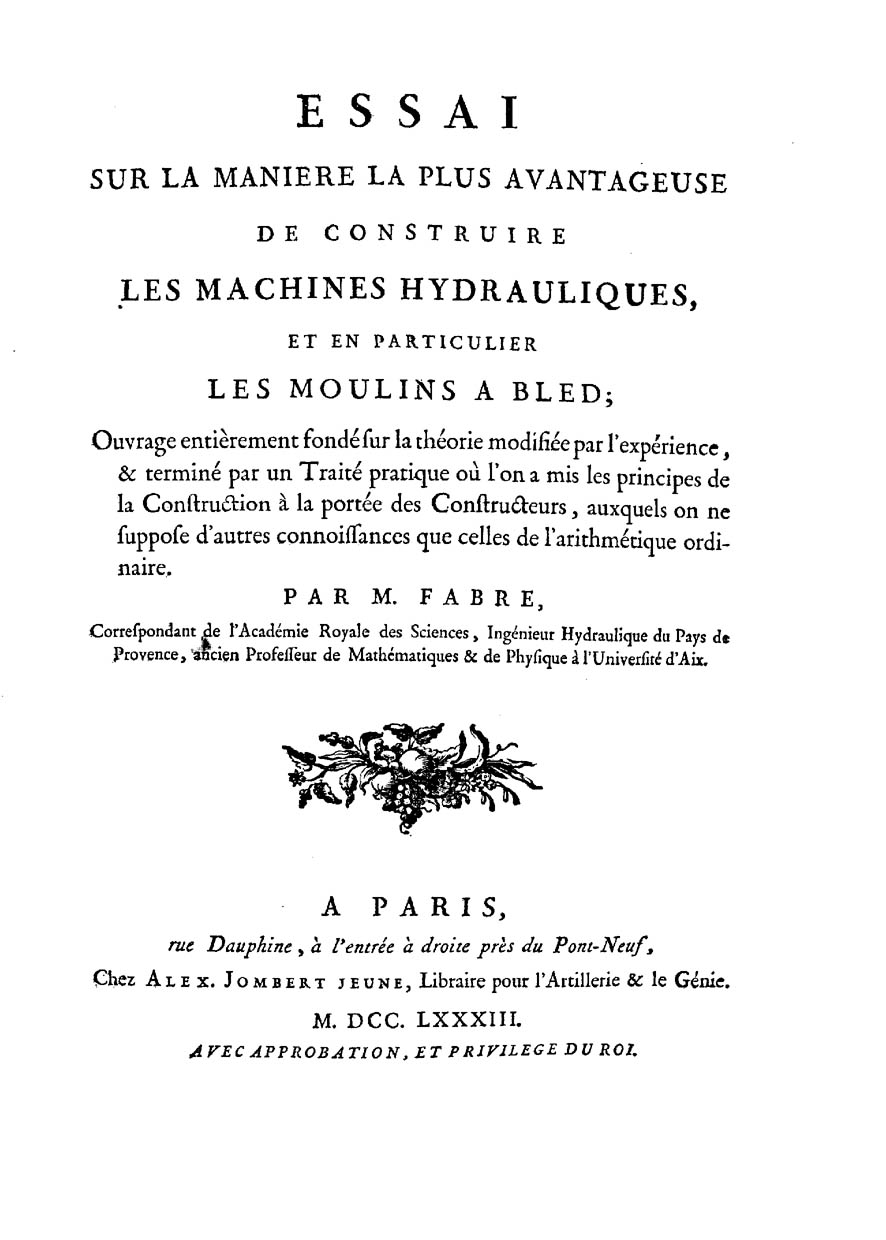
Essai sur la maniere la plus avantageuse de construire les machines hydrauliques, et en particulier les moulins a bled, 1783